# Agnieszka Ayşen Kaim
Agnieszka Ayşen Kaim (ur. 3 stycznia 1971) – polska turkolożka, orientalistka tureckiego pochodzenia, dr hab., profesorka instytutu w Instytucie Slawistyki PAN, tłumaczka języka tureckiego, praktyk sztuki opowiadania ze Stowarzyszenia „Grupa Studnia O.”, w którym działa jako opowiadaczka i animatorka kultury, realizując projekty kulturalne w kraju i za granicą. Specjalizuje się w opowieściach z kręgu Bliskiego Wschodu. Jako badaczka zajmuje się literaturą ustną, epiką i teatrem tradycyjnym Bliskiego i Środkowego Wschodu, kinematografią turecką, relacjami na linii okcydent – orient, wpływami orientalnymi na Bałkanach, konwersją i tożsamościami transkulturowymi w Imperium Osmańskim. Autorka monografii: „Ludzie dwóch kultur – wybrane przypadki transgresji kulturowej Polaków w Imperium Osmańskim w XVII, XVIII i XIX wieku”, Kultura Pogranicza, Warszawa: ISPAN, 2020 oraz „Meddah – turecki teatr jednego aktora. Spotkanie tradycji kultury ustnej z kulturą widowiskową, seria Communicare”, WUW, 2020. Napisała autorską opowieść dla dzieci i młodzieży „Bahar znaczy Wiosna” (Poławiacze Pereł, 2014, III nagroda w konkursie Książka Roku 2016 PS IBBY).

## Publikacje
- Kaim, A. A. (2020). Konstanty Borzęcki – przypadkowy bohater transgresji historycznej, Studia Migracyjne. Przegląd Polonijny, Uniwersytet Jagielloński, czerwiec, 1/2020, 281–306[7].
- Kaim, A. A. (2017). Kręte drogi sufich: Turecko-bałkańskie wątki sufickiej koncepcji „drogi” we współczesnej odsłonie (na wybranych przykładach literackich). Slavia Meridionalis, 17, 1–23[8].
- Kaim, A. A. (2018). Storyteller Theatre: Oral Literature Meets Performing Culture – A Middle Eastern Case. Matters of Telling: The Impulse of the Story, Brill, 2018, 159-168[9].
- Kaim, A. A. (2012). Sema ceremony – between Ritual and Performance. Acta Asiatica Varsoviensia, 25, 147–156[10].
- Kaim, A. A. (2011). New Turkish Cinema – Some Remarks on the Homesickness of the Turkish Soul. Cinej Cinema Journal, Special Issue, 2011, 99–106[11].